# Maisí
Maisí est une ville et une municipalité de Cuba dans la province de Guantánamo.

## Géographie

### Situation
La ville de Maisí est située à 1 073 km sud-est de La Havane et 156 km à l'est de sa capitale de province Guantánamo. 
La municipalité, à la pointe orientale de l'île de Cuba, marque la séparation entre l'océan Atlantique au nord et la mer des Caraïbes au sud .

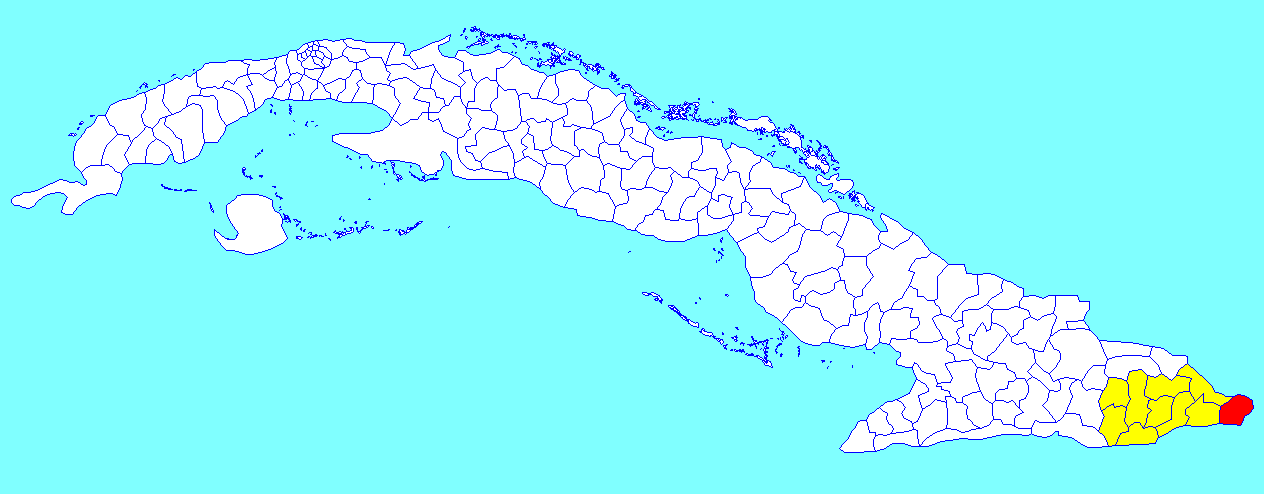
Municipalité de Maisí dans la province de Guantánamo

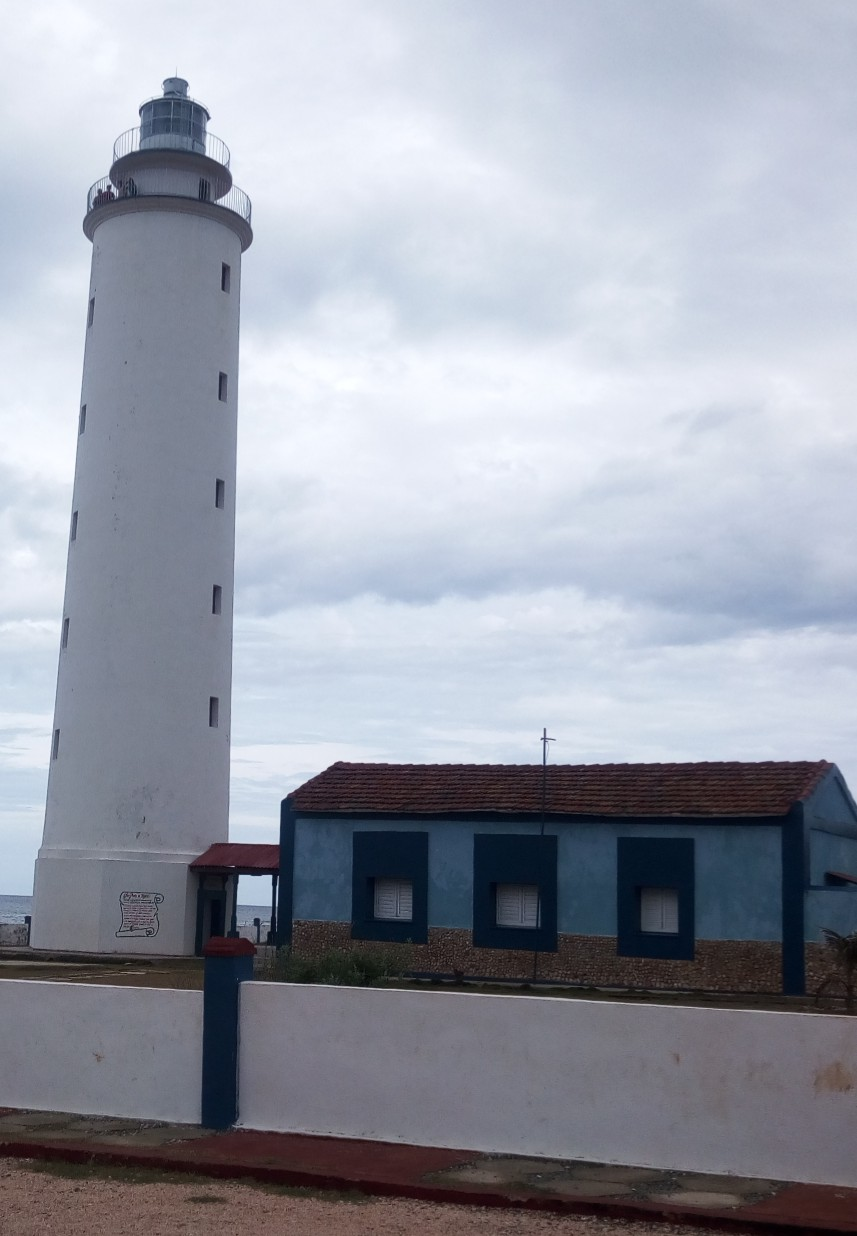
Phare de Punta Maisí

### Divisions administratives
La municipalité inclut huit consejos populares :
- La Máquina
- Punta de Maisí
- La Asunción
- Cantillo
- La Tinta
- Boca de Jauco
- Vertientes
- Sabana

### Relief, géologie
La côte sud-est de Cuba est marquée de cinq niveaux de terrasses (terrasses marines Tortuguilla-Imías) mais certains secteurs n'en affichent que trois, d'autres quatre, et dans certains cinq niveaux sont apparents.
En général, les niveaux I, II et III sont composées de roches de la formation Jaimanitas, qui sont ici des calcaires organiques détritiques, coralliens, localement coquinoïdes, assez cimentés, peu recristallisés, de couleur blanc jaunâtre à crème, massives, parfois avec des calcarénites intercalées. Certains profils ont été fortement enrichis en graviers de roches magmatiques et métamorphiques bien aplaties et polies. Ces graviers, qui ont parfois plusieurs centimètres de grosseur, se retrouvent jusqu'au niveau III de terrasse et ont évidemment été apportés ici par les courants fluviaux existants dans la zone. C'est le cas du profil de la rivière Yacabo, où ils atteignent plus de 140 m d'altitude. 

Les  terrasses IV et V se développent le plus souvent sur les rochers de la formation Río Maya, constituée de calcaires biohermiques, d’algues et de coraux, très durs, à matrice micritique, souvent concassés, contenant des coraux en croissance et fragmentaires, ainsi que des moules et des coquilles de mollusques, tous très recristallisés. Les calcaires sont généralement dolomitisés, sont de couleur blanc jaunâtre et rosâtre et possèdent également beaucoup de gravier fin et moyen de roches magmatiques et métamorphiques de coloration verdâtre. En règle générale, on a pu établir que lorsqu'on avance vers l'est en direction de Maisí, ces calcaires récifaux constituent les niveaux de terrasses II, III, IV et V, comme c'est le cas près de l'embouchure de la Caleta où ces quatre niveaux signalés se développent dans un transect extraordinairement court de seulement 200 m. Les graviers diminuent sensiblement.
Bien que l'on observe rarement des points d'abrasion dans la région, on a pu en distinguer dans le socle de la terrasse III dans la zone de la punta Bate (sur la côte sud à San Antonio del Sur). Dans ce talus on peut distinguer un conglomérat fortement cimenté, avec beaucoup de gravier de 1 cm de taille moyenne, qui constitue ici la base de la formation Rio Maya. La couche a une épaisseur légèrement supérieure à 1 m et le matériau cimenté constitue parfois un sol rougeâtre. La hauteur de ce niveau est d'environ 100 m. Une particularité frappante est la rareté des points d'abrasion, pourtant très typiques à Havane-Matanzas et dans d'autres régions de Cuba comme la péninsule de Guanacahabibes. De même les phénomènes karstiques du type grottes et cavernes sont ici peu fréquents, mais très répandus dans les environs de Matanzas.

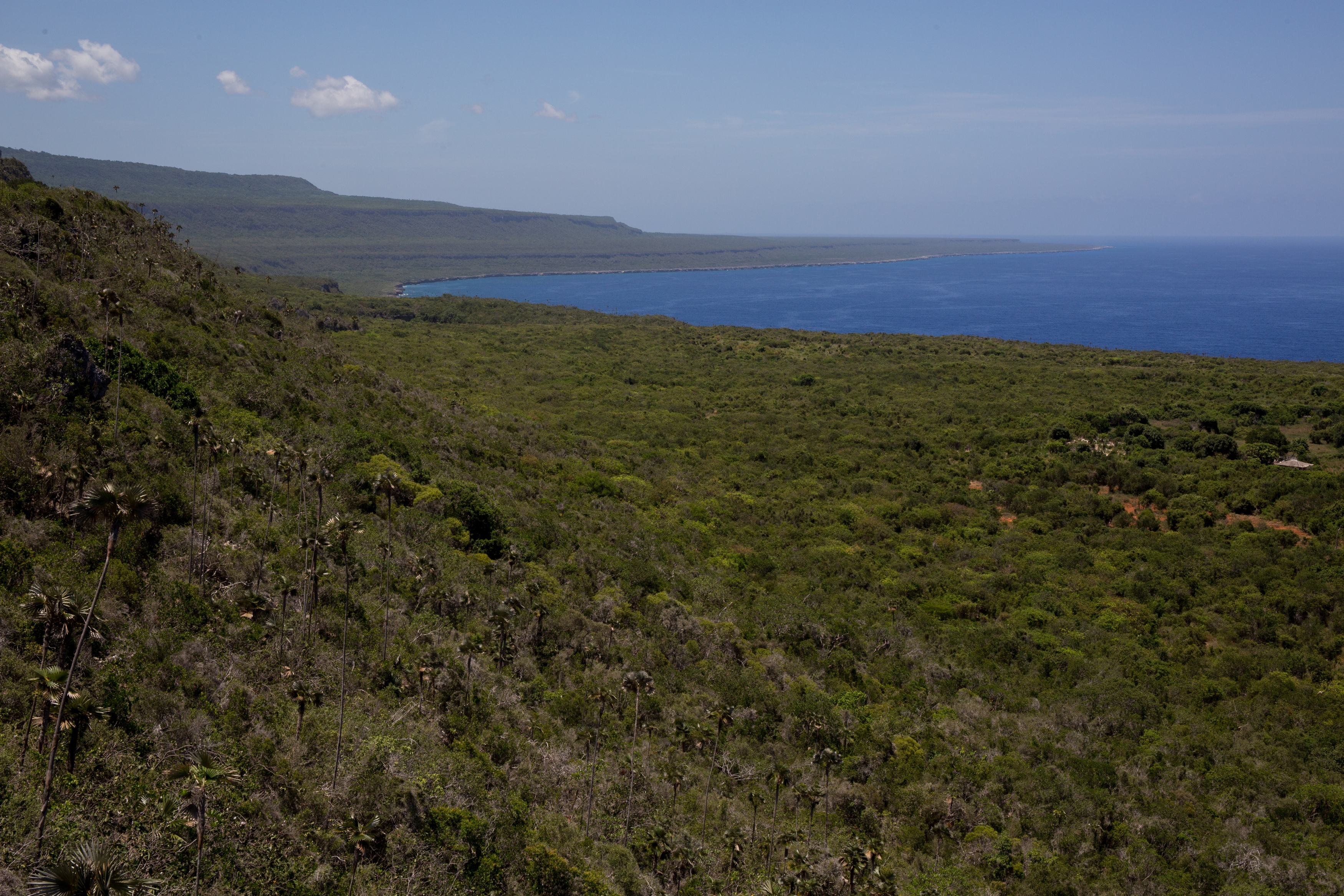
Terrasses naturelles marquant les courbes de niveau
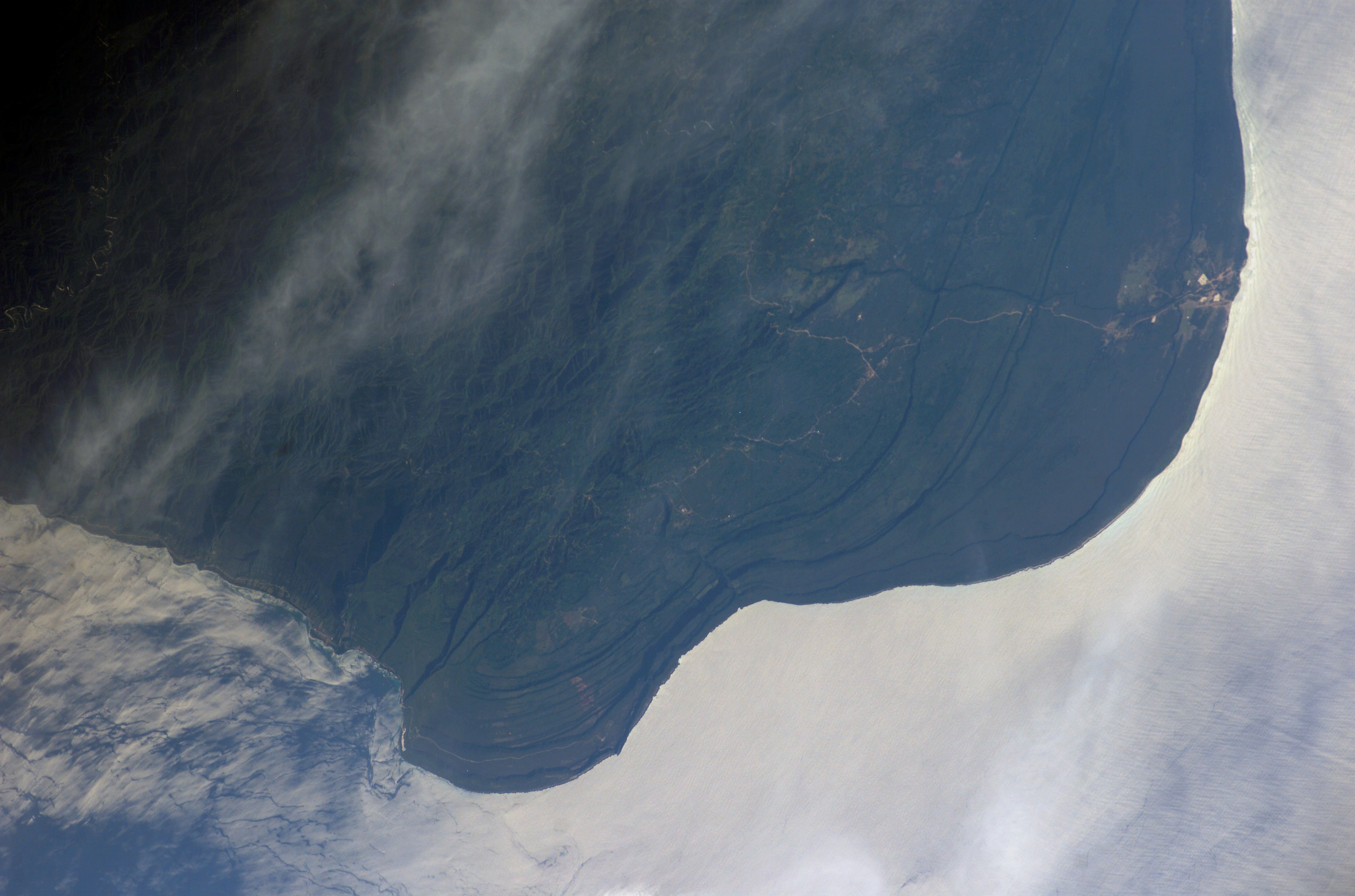
Les mêmes en vue satellite

## Population
En 2022 la population de la municipalité est estimée à 28 976 habitants. Pour une surface de 523,3 km2, la densité est de 55,37 habitants/km².